# HMS Pheasant (U49)
Pour les autres navires du même nom, voir HMS Pheasant.
Le HMS Pheasant est un sloop britannique, de la classe Black Swan modifiée, qui participa aux opérations navales contre la Kriegsmarine (marine Allemande) pendant la Seconde Guerre mondiale.

## Construction et conception
Le Pheasant est commandé le 27 mars 1941 dans le cadre de programmation de 1940 pour le chantier naval de Yarrow Shipbuilders à Scotstoun à Glasgow - Ecosse. La pose de la quille est effectuée le 13 juillet 1942, le Pheasant est lancé le 21 décembre 1942 et mis en service le 21 décembre 1942.
Il a été adopté par les communautés civiles du district rural de Runcorn, Lancashire, maintenant dans le comté de Cheshire, dans le cadre de la Warship Week (semaine des navires de guerre) en 1942.
Les sloops de la classe Black Swan ont fait l'objet de nombreuses modifications au cours du processus de construction, à tel point que la conception a été révisée, les navires ultérieurs (du programme de 1941 et suivants) étant décrits comme la classe Black Swan modifiée. Bien que le Pheasant ait été fixé selon la conception originale, elle a été achevée plus tard que certains des navires de classe modifiés, et avec les modifications apportées lors de sa construction, il était impossible de les distinguer des navires modifiés de Black Swan .
La classe Black Swan modifiée était une version élargie et mieux armé pour la lutte anti-sous-marine de la classe Black Swan, elle-même dérivée des sloops antérieurs de la classe Egret. L'armement principal se composait de six canons antiaériens QF 4 pouces Mk XVI dans trois tourelles jumelles, de 6 Canons jumelés de 20 mm Oerlikon Anti-aérien, de 4 canons de 40 mm pom-pom. L'armement anti-sous-marin se composait de lanceurs de charges de profondeur avec 110 charges de profondeur transportées. Il était aussi équipé d'un mortier Hedgehog anti-sous-marin pour lancer en avant ainsi qu'un équipement radar pour le radar d'alerte de surface type 272, et le radar de contrôle de tir type 285,.

## Historique
Avec des essais et mise au point en mer à Tobermory, le Pheasant est transféré à Scapa Flow en juin 1943, puis rejoint le groupe basé à Greenock pour les missions d'escorte de convoi.
En juillet 1943, il est déployé pour escorter des convois militaires en Méditerranée pour le débarquement en Sicile pour l'Opération Husky.
Après un échouage près de Tripoli pendant le service d'escorte en Méditerranée et les réparations dans un chantier naval de Clyde, il reprend ses foncteurs d'escorte de convoi dans l'Atlantique Nord.
En début de 1944, il est nommé pour le service en Méditerranée avec le 55e groupe d'escorte, puis vers la fin de l'année, pour le service avec la Eastern Fleet dans l'océan Indien.
Son déploiement change en début 1945 et le navire est transféré pour des fonctions d'escorte pendant les opérations de la British Pacific Fleet(flotte du Pacifique britannique) dans le sud-ouest du Pacifique.
Dans la dernière partie de la guerre, le Pheasant est envoyé sur le théâtre du Pacifique. Là, il sert dans une task force avec les porte-avions d'escorte Striker et Ruler d'avril à août 1945,.
Après que la capitulation du Japon, il est déployé avec le 1er Groupe d'escorte et réaménagé à Brisbane en octobre 1945.Il est transféré au contrôle de la Royal Navy, et rejoint les frégates de la British Pacific Fleet pour soutenir les opérations de réoccupation et le rapatriement basé à Hong Kong.
Plus tard en 1946, il reprend la route vers le Royaume-Uni pour être désactivé et mis au statut de réserve à Portsmouth. En 1954, il est muté à la flotte de réserve à Barry et immobile pendant six ans. À ce moment-là, son état s'est détérioré et il est inscrit sur la liste des destructions à Plymouth. Il est vendu à Bisco pour la ferraille par les démolisseurs de l'ouest de l'Écosse à Troon. Le navire est arrivé en remorque au chantier pour démantèlement le 15 janvier 1963.